# Asesinato de Laken Riley
Laken Riley, una estudiante de enfermería estadounidense de 22 años de la Universidad de Augusta, fue asesinada el 22 de febrero de 2024 mientras trotaba en la Universidad de Georgia en Athens, Georgia. Su cuerpo fue encontrado en Oconee Forest Park, cerca del lago Herrick; su muerte fue causada por un traumatismo por objeto contundente y asfixia.
El perpetrador, un inmigrante que había entrado irregularmente en Estados Unidos, fue detenido por la policía de la universidad e imputado con 10 cargos, incluyendo asesinato con alevosía, asesinato con malicia, detención ilegal, agresión con agravantes de intención de violación y secuestro. El 20 de noviembre de 2024 fue declarado culpable de todos los cargos y condenado a cadena perpetua sin posibilidad de libertad condicional.
El asesinato de Riley fue noticia internacional y generó una gran atención mediática. También desencadenó un debate sobre la inmigración irregular en los Estados Unidos después de que el Servicio de Control de Inmigración y Aduanas (ICE) confirmara que el perpetrador no era ciudadano estadounidense y que había sido capturado al cruzar la frontera, pero fue liberado en los Estados Unidos. El 7 de marzo de 2024, la Cámara de Representantes aprobó la Ley Laken Riley, un proyecto de ley que exigiría la detención federal de los inmigrantes irregulartes que cometiesen robos o hurtos.